# جارثيلاسيسمو

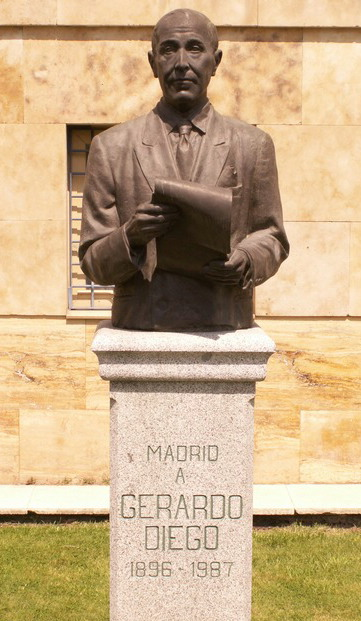

جارثيلاسيسمو هي واحدة من التيارات الرئيسية في الشعر بعد الحرب الأهلية الإسبانية، التي تولى أمرها داماسو ألونسو داخل كيان الشعر الراسخ. مقهي خيخون كان مقر الاجتماعات. أعطى المؤلفين تمجيد كبير من الجنس والحب الروحي وقبل كل شيء، الحب والرغبة الجسدية.

## خصائص
وتشمل قائمة الكتاب الجمالية مجموعة من الشعراء من جيل 36:
- لويس روزاليس
- لويس فيليبي فيفانكو
- ليوبولدو بانيرو، ريدرويخو
- سلفادور بيريز فالينتي
- خوسيه غارسيا نييتو[2]

كتبوا شعرا ذات مقياس تقيلدي بعيدا عن جيل الطلائع، مع سيطره القصائد المكونه من اربع عشر بيتا والقصائد المغلقة والتي تتم بناؤها ببراعة، وفيها لا يوجد أي اشارات للحزن الحقيقي لاسبانيا بعد الحرب الاهلية.
اكتسب اسمه من مجلة «غارسيلاسو» أو «الشباب المبدع»، والتي كانت تحت إدارة خوسيه غارسيا نييتو حتي العدد الثالث من المجلة _ صدر في مايو عام 1943، وعاش حتي العددالسادس والثلاثون في شهرابريل عام1946.
جمع عدد من المؤلفين، الذين يطلقون على أنفسهم «الشباب المبدع» أو الذين يتجمعون في تجمع مقهى خيخون في مدريد.الذكري الربعمائة من موت غارسيلاسو في فيغاحتفل غارسلاسو بنفس العام الذي فيه بدأت الحرب الأهلية في عام 1936، وكان إعادة تقييم شعره. يشكل لهؤلاء المؤلفين الشاعر المجند يتنابه قلق الجمال المثالي البعيد عن العالم الحقيقي وعنف الحرب.
العالم متناسق، صنع ونظم بجودة عالية، في حالة كل شيء من الكأبة. موضوعات غارسيلاسوفي الشعر الأبدي: الحب، والموت، والله، والمناظر الطبيعية القشتالية_ المأوي.
بالنسبة لهذا الاتجاه قد نسبوا بعض الكتب الي شاعر جيل السابع والعشرين خيراردو دييجو مثل أنخليس دي كومبوستيلا أو قبرة الحقيقة. من الكتب الأكثر تمييزا لهذا التيار يمكن أن نذكر.
- خوسيه غارسيا نييتو، وكتبه هي: حواء (1940) والشعر (1940-1943)، (1944)؛.
- ريدرويخو، sonetista كبيرة وكتبه هي: الجمع، والمحبة سوناتات السوناتات إلى حجر.
- لويس فيليبي فيفانكو، هاجس مع مرور الوقت، أغاني الربيع ومكافحة التلوث.
- ليوبولدو بانيرو، كتب في كل لحظة.
- لويس روسالس، أبريل، وهو الاخير الذي شعر الرحالة مثل ريدرويخو.

كانت لغة الشعراء المنتمين الي غارسيلاسو الكلاسيكية نقية وواضحة.بطريقة ما استطاعت أن ينشط تيار النيويوبلاريسمو الذي تستطيع أن تجده في الجيل السابع والعشرين. الأشكال المفضلة هي القصائد المكونه من 14 بيت والثلاثيات والاعشار.